# گاه‌شماری (فیلم ۲۰۰۹)
«گاه‌شماری» (انگلیسی: Calendar (2009 film)) فیلمی در ژانر رمانتیک است که در سال ۲۰۰۹ منتشر شد. از بازیگران آن می‌توان به زارینا وهاب اشاره کرد.